# Giovanni da Vigo

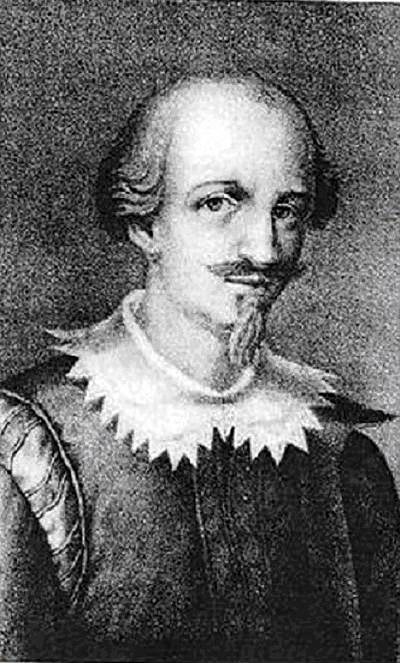
Giovanni da Vigo

Giovanni da Vigo, auch Johannes da Vigo und deutsch Johann von Vigo (* um 1450 in Rapallo; † 1525 in Rom) war ein italienischer Chirurg.

## Leben
Giovanni da Vigo war der Sohn eines Wundarztes und Steinschneiders. Er ging bei einem Chirurgen in Saluzzo in die Lehre und studierte in Rom Medizin. Nachdem er zunächst in Norditalien gearbeitet hatte, wurde er 1503 Leibarzt von Papst Julius II. Da Vigos Practica in arte chirurgica (1514) wurde oft neu aufgelegt und übersetzt. Da Vigo glaubte, Schussverletzungen seien vom Schießpulver vergiftet und müssen daher (mit dem Glüheisen) kauterisiert oder mit siedendem Öl ausgebrannt werden, um (ohne Wundnaht) eine Heilung zu bewirken. Da Vigo galt als Autorität bei der Behandlung von Schusswunden, bis Ambroise Paré um 1542 neue Methoden entwickelte.

## Schriften und Übersetzungen
- Practica in arte chirurgica continens novem libros. Steph. Guillireti, Rom 1514.
- Wund-Artznei. Joh. Hoffmann, Nürnberg 1677.